# Over Atlanterhavet og gjennem Amerika
Over Atlanterhavet og gjennem Amerika är en norsk svartvit stumfilm (dokumentär) från 1926. Den producerades av Bio-Film Compagni och skildrar en båtfärd över Atlanten till USA med S/S "Stavangerfjord". Efter landstigning i New York följer en rundresa genom landet. Filmen hade premiär den 12 maj 1926 i Norge.